# Bjørn Watt-Boolsen
Bjørn Watt-Boolsen (* 20. Juni 1923 in Rudkøbing; † 28. Dezember 1998 in Frederiksberg) war ein dänischer Schauspieler, Theaterleiter und Regisseur.

## Leben
Seine Eltern waren die Schauspieler Detleff Boolsen (1881–1953) und Leonie Watt (1884–1975).
Watt-Boolsen erhielt seine Schauspielausbildung von 1942 bis 1944 an der Schauspielschule des Königlichen Theaters (Det Kongelige Teaters elevskole) in Kopenhagen. 1943 gab er sein Bühnendebüt in En Kvinde er overflødig von Knud Sønderby. In den 1950er-Jahren avancierte er zu einer der bedeutendsten Theaterpersönlichkeiten in Dänemark. Von 1959 bis 1971 war er Direktor des Kopenhagener Folketeatret. Danach blieb er bis zu seinem Tod freischaffender Schauspieler und Regisseur. Gelegentlich war er auch als Synchronsprecher für Zeichentrickfilme tätig.
Bjørn Watt-Boolsen wirkte in über 60 Film-und-Fernsehproduktionen mit. Große Bekanntheit in Dänemark erlangte er vor allem als Oberst Hachel in der Fernsehserie Die Leute von Korsbaek. In den Filmen der Olsenbande war er ab 1974 regelmäßig als mächtiger, skrupelloser Gegenspieler der Bande um ihren Bandenchef Egon Olsen zu sehen. Gelegentlich wirkte er auch in ausländischen Produktionen mit, so etwa 1971 im schwedisch-amerikanischen Psychothriller Der unheimliche Besucher oder 1991 im ZDF-Fernsehfilm Linda.

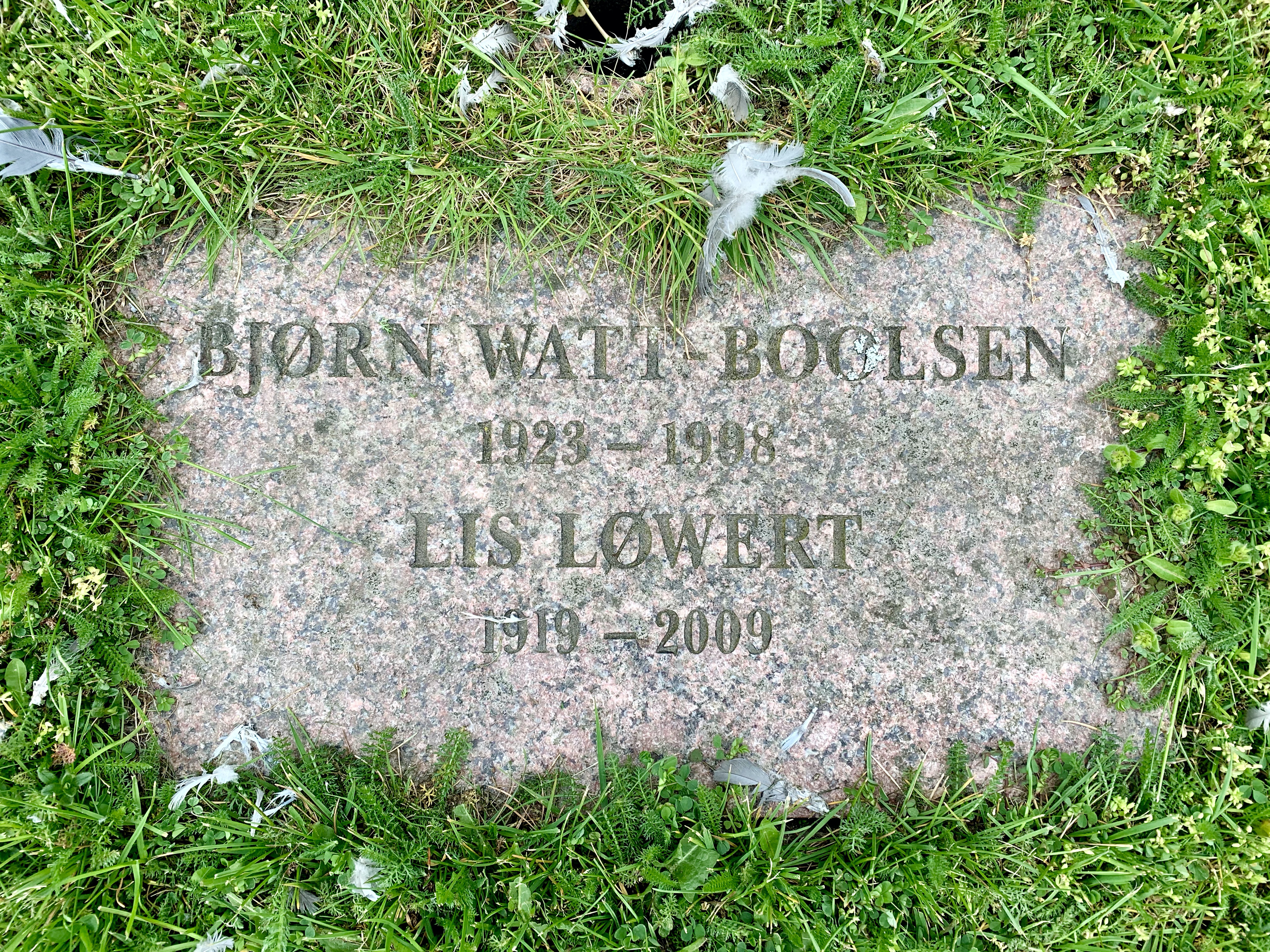
Grabstein von Bjørn Watt-Boolsen und Lis Løwert

Seine letzte Filmrolle spielte er 1998 in Der (wirklich) allerletzte Streich der Olsenbande. Der Premiere des Films konnte er am 18. Dezember 1998 – zehn Tage vor seinem Tod – aus gesundheitlichen Gründen nicht mehr beiwohnen. Seine Grabstätte befindet sich auf dem Søndermark-Kirkegard in Frederiksberg.

### Privates
Von 1947 bis zu seinem Tod war Bjørn Watt-Boolsen mit der Schauspielerin Lis Løwert, bekannt vor allem aus der Fernsehserie Oh, diese Mieter!, verheiratet. Beide waren Kommilitonen an der Schauspielschule. Die Ehe blieb kinderlos.

## Filmografie (Auswahl)
- 1943: Kriminalassistent Bloch
- 1946: Diskret ophold
- 1950: Smedestræde 4
- 1951: Familien Schmidt
- 1953: Adam og Eva
- 1954: Kongeligt besøg
- 1956: Qivitoq
- 1956: Ein Mädel zum Küssen (Kispus)
- 1957: En kvinde er overflødig
- 1960: Poeten og Lillemor og Lotte
- 1962: Feine Leute, so wie wir (Den kære familie)
- 1963: Das tosende Himmelbett (Pigen og pressefotografen)
- 1971: Der unheimliche Besucher (The Night Visitor)
- 1971: Ballade på Christianshavn
- 1972: Die Olsenbande und ihr großer Coup (Olsen-bandens store kup)
- 1974: Der (voraussichtlich) letzte Streich der Olsenbande (Olsen-bandens sidste bedrifter)
- 1976: Die Olsenbande sieht rot (Olsen-banden ser rødt)
- 1977: Die Olsenbande schlägt wieder zu (Olsen-banden deruda')
- 1977–1980: En by i provinsen (Fernsehserie)
- 1978: Die Olsenbande steigt aufs Dach (Olsen-banden går i krig)
- 1978: Olsenbanden og Data-Harry sprenger verdensbanken
- 1978–1980: Die Leute von Korsbaek (Fernsehserie)
- 1978: Wallenstein (Fernseh-Mehrteiler)
- 1979: Rend mig i traditionerne
- 1979: Die Olsenbande ergibt sich nie (Olsen-banden overgiver sig aldrig)
- 1981: Die Olsenbande fliegt über die Planke (Olsen-bandens flugt over plankeværket)
- 1981: Die Olsenbande fliegt über alle Berge (Olsen-banden over alle bjerge)
- 1983: De uanstændige
- 1989: Walter og Carlo i Amerika
- 1991: Linda
- 1991: Die Jungen von Sankt Petri (Drengene fra Sankt Petri)
- 1993: Det forsømte forår
- 1998: Der (wirklich) allerletzte Streich der Olsenbande (Olsen-bandens sidste stik)

## Deutsche Synchronsprecher
Bjørn Watt-Boolsen hatte im deutschsprachigen Raum keinen Standardsprecher und wurde unter anderem von Gert Günther Hoffmann, Hans-Joachim Hanisch, Walter Niklaus und Christian Rode synchronisiert.